# Nottingham
Nottingham je mesto v Vzhodnem Midlandsu, Anglija. Mesto leži ob reki Trent, ki teče od Stokea ob Trentu do plimskega estuarija Humber, edini angleški reki, ki teče proti jugu.
Leta 2001 je imelo mesto sámo 284.300 prebivalcev, okoli 750.000 ljudi pa živi v okoliških mestih. Nottingham je bil do leta 1998 glavno mesto grofije Nottinghamshire, od tedaj naprej pa je sedež unitarnega okrožja. 
Od leta 1963 je pobrateno mesto z Ljubljano.